# Distrito de Yosa
El distrito de Yosa (与謝郡 Yosa-gun?) es un distrito localizado en la prefectura de Kioto, Japón. En junio de 2019 tenía una población de 22.219 habitantes y una densidad de población de 130 personas por km². Su área total es de 170,33 km².

## Localidades
- Ine
- Yosano